# Eugen Nicolicea
Eugen Nicolicea (n. 6 iunie 1956, Traian, Olt, România) este un politician român, membru al Parlamentului României în toate legislaturile din perioada 1992–2020. Din septembrie 2018, acesta ocupă funcția de vicepreședinte al Camerei Deputaților. De asemenea, este președinte al Comisiei pentru regulament și membru în Comisia specială comună a Camerei Deputaților și Senatului pentru sistematizarea, unificarea și asigurarea stabilității legislative în domeniul justiției. Înainte de a intra în viața politică, Eugen Nicolicea a fost proiectant la Șantierul Naval Drobeta-Turnu Severin și șef de laborator la IIRUC București.

## Educație
În 1976, Eugen Nicolicea a fost admis la Facultatea de Automatizări și Calculatoare a Universității din Timișoara. După ce a rămas repetent, acesta s-a transferat la specializarea Electronică, de unde a absolvit în 1982. La 52 de ani, s-a înscris la Facultatea de Drept din cadrul Universității Spiru Haret, filiala din Drobeta-Turnu Severin, forma de „învățământ la distanță”.

## Activitate politică
Imediat după Revoluție, în 1990, intră în politică și devine viceprimar în Drobeta-Turnu Severin. În 1992 a fost ales, pentru prima dată, deputat pe listele PDSR, devenit ulterior PSD. Între 2004 și 2008, Eugen Nicolicea a fost președinte al PSD Mehedinți. A părăsit formațiunea și s-a alăturat UNPR, activând în filiala județeană Buzău. În mai 2016 a revenit în PSD. În martie 2014 a fost numit ministru-delegat pentru Relația cu Parlamentul în Guvernul Ponta III, ocupând această funcție până în noiembrie 2015. 
În aprilie 2019, Eugen Nicolicea a fost propus ministru al Justiției în locul lui Tudorel Toader, căruia PSD i-a retras sprijinul politic prin vot în Comitetul Executiv al partidului. Propunerea lui Eugen Nicolicea la Ministerul Justiției a fost criticată de principalele formațiuni de opoziție, PNL și Alianța USR–PLUS. În timp ce președintele PNL, Ludovic Orban, a calificat propunerea lui Nicolicea „inoportună”, liderii Alianței USR–PLUS au cerut președintelui Klaus Iohannis să nu accepte nominalizarea lui Nicolicea, invocând că acesta este „unul dintre autorii asaltului PSD împotriva Justiției” și „un impostor fără pregătire juridică temeinică”. În cele din urmă, Iohannis a respins propunerea lui Nicolicea la Ministerul Justiției, declarând că este o persoană nepotrivită pentru funcția de ministru.
Ulterior s-a întors în UNPR, iar în anul 2024 era vicepreședinte al formațiunii.

### Inițiative legislative
În 2007, Eugen Nicolicea a obținut susținerea Parlamentului pentru modificarea Codului penal în sensul pedepsirii cu închisoare de până la șapte ani pentru oricine a publicat imagini și transcrieri de conversații fără permisiunea celor implicați. Această inițiativă a fost luată la scurt timp după demisia ministrului Agriculturii, Decebal Traian Remeș, în contextul în care acesta a fost filmat primind o presupusă mită. În ianuarie 2008, Nicolicea a propus pedeapsa cu închisoare de la unu la cinci ani pentru „comunicarea sau răspândirea prin orice mijloace de știri, date sau informații false ori de documente falsificate, dacă fapta este de natură să aducă atingere siguranței statului sau relațiilor internaționale ale României”. Monica Macovei abrogase o astfel de infracțiune cu câțiva ani înainte, însă, potrivit lui Nicolicea, acest lucru a fost pentru ca ea să dezinformeze organismele internaționale cu privire la situația reală din România. Amendamentul propus de Nicolicea a inclus și o clauză cu referire la președinte, care a prevăzut fie închisoare pe viață, fie un termen minim de închisoare de 15 ani pentru înaltă trădare.

## Poziții
Eugen Nicolicea a fost unul dintre cei mai înverșunați susținători ai expulzării regelui Mihai I. Pe 11 octombrie 1994, la câteva zile după ce Mihai I fusese oprit pe Aeroportul Otopeni și împiedicat să intre în țară, Nicolicea a luat cuvântul de la tribuna Parlamentului și a cerut Ministerului de Externe ca acesta să fie declarat „persona non grata” pe teritoriul României. Mai mult, Nicolicea a cerut ridicarea imunității pentru doi parlamentari ai Opoziției, Dinu Patriciu și Ticu Dumitrescu, pentru că l-au întâmpinat pe Mihai I pe pista aeroportului.
De-a lungul timpului, Eugen Nicolicea s-a remarcat prin limbaj vulgar și atitudine agresivă la adresa presei.
De asemenea, acesta este cunoscut de conflictele avute în plenul Parlamentului cu deputatul de Sibiu, Filip Alexandru.

## Viață personală
Eugen Nicolicea este căsătorit cu Nicoleta Nicolicea (n. Vera), fostă jurnalistă și consilieră în Cancelaria prim-ministrului Victor Ponta.